# Diadegma albotibiale
Diadegma albotibiale là một loài tò vò trong họ Ichneumonidae.